# Пјанело ди Сопра (Тренто)
Пјанело ди Сопра је насеље у Италији у округу Тренто, региону Трентино-Јужни Тирол.
Према процени из 2011. у насељу је живело 40 становника. Насеље се налази на надморској висини од 224 м.